# Sol de Vergina
O Sol de Vergina (ou Estrela de Vergina, ou ainda Estrela Argeada) é uma estrela simbólica de 16 raios. Foi desenterrada em 1977 durante escavações arqueológicas em Vergina, na região grega da Macedônia pelo professor Manolis Andronikos, gravada em um cofre dourado posto na tumba dos reis da Macedônia Antiga.

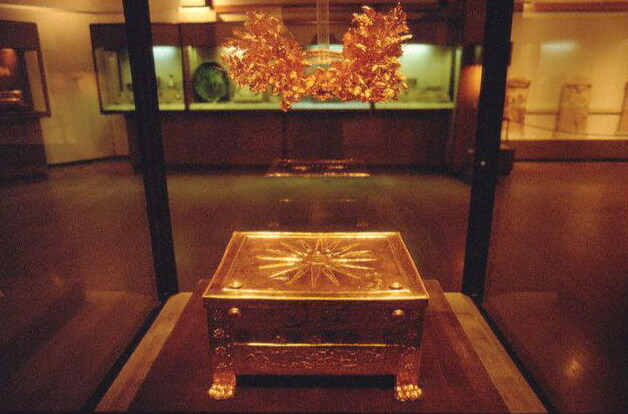
A arca de ouro onde aparece o Sol de Vergina, no Museu Arqueológico de Tessalônica

Andronikos descreveu o símbolo como uma estrela, os raios de uma estrela ou ainda os raios do Sol. Ele acreditava que o cofre sobre o qual ela aparecia pertencia ao rei Felipe II da Macedônia, pai de Alexandre Magno. Outros historiadores têm sugerido que na verdade o túmulo pertencia a Filipe III Arrideu, o qual reinou depois de ambos. O cofre está agora em exposição no Museu Arqueológico de Vergina, perto do local da sua descoberta. Outra versão da estrela, de doze raios, foi encontrado sobre o cofre de Olímpia do Epiro, a mãe de Alexandre Magno.

## Interpretações do símbolo
O significado do Sol de Vergina ainda não está muito claro. Os arqueólogos não chegaram a um acordo se trata-se de um símbolo da Macedônia, um emblema da dinastia Argeada, um símbolo religioso que representava os doze deuses do Olimpo ou, simplesmente, um desenho decorativo. Andronikos o interpreta como um emblema da dinastia macedônica, mas Eugene Borza assinala que o símbolo foi usado em diversos âmbitos no interior da arte macedônica. Em todo caso, a primeira hipótese é a mais acreditada, pela homonímia da estrela com a da dinastia do antigo reino de Felipe.
John Paul Adams indica sua ampla utilização no interior da arte macedônica antiga (como no Oriente Médio e outras áreas) concluindo que nunca poderia ser um verdadeiro símbolo real ou nacional macedônico. Hipótese, esta última, facilmente refutável, já que a expedição alexandrina fez um prolongado uso desse símbolo por toda a Ásia.
São muitas as versões da estrela com dezesseis e oito pontas em moedas e escudos macedônicos, bem como em todo o período helenístico. Existe também uma série de representações de hoplitas atenienses que levam um símbolo idêntico às dezesseis pontas em sua armadura, mesmo antes que o símbolo descoberto por Andronikos fosse considerado uma mera decoração.

## O símbolo na atualidade
Logo após a descoberta do cofre, o Sol de Vergina foi adotado em toda a Grécia como um símbolo da continuidade entre a antiga cultura macedônica e a Grécia atual. A estrela, sob um fundo azul, é comumente utilizada como emblema oficial das três subdivisões, das prefeituras e dos municípios da região da Macedônia. Também é usado por organizações da diáspora greco-macedônica, como a associação Pan-Macedônia, e outras empresas comerciais.
O símbolo foi utilizado também por associações da diáspora eslavo-macedênica e por grupos nacionalistas da República da Macedônia (atual Macedônia do Norte). Quando a Iugoslávia dividiu-se entre 1991 e 1992, a nova e independente República da Macedônia escolheu o Sol de Vergina como símbolo nacional, incluindo-o na bandeira.
Essa decisão causou muita polêmica, tanto no seio da nova república quanto nas relações desta com a Grécia. A minoria albanesa que vivia na república alegou não se identificar com um símbolo que representava apenas a etnia macedônia eslava e, portanto, não era adequado para um estado multicultural. A oposição grega foi ainda mais veemente. O governo grego e seu povo, especialmente os residentes na província da Macedônia, viram nesse gesto uma tentativa de apropriação de um símbolo helênico, até o ponto em que um político do ministério do exterior grego disse em janeiro de 1995 que "o símbolo é grego e fomos roubados". Nacionalistas de ambos os grupos associaram o símbolo com a Estrela de Belém, muito similar à Estrela Argeada, argumentando que suas respectivas comunidades haviam usado o símbolo por razões sagradas muito antes da primeira descoberta da estrela em Vergina. A posição grega foi apoiada por diversas nações ocidentais. O ex-secretário de Estado os EUA, Henry Kissinger, disse a um jornalista:
Outros afirmaram que foram os gregos que se apropriaram do símbolo para garantir a continuidade existente entre os gregos antigos e a Grécia atual. Peter Hill, professor de estudos eslavos na Universidade de Hamburgo, que já publicou vários livros sobre os eslavos macedónios e sua língua e que defende ativamente sua causa, sustenta que:
Em um especial do programa The World Today da BBC, a arqueóloga macedônia Bajana Mojsov disse que "o peso simbólico da estrela argeada é arqueologicamente absurdo, mas politicamente inevitável", acrescentando que:
Apesar de as autoridades de Skopje negarem qualquer razão, a questão da bandeira tornou-se um dos principais problemas da disputa política entre a Grécia e a FYROM desde 1990. As objeções gregas provocaram a proibição da bandeira em diversos lugares e ocasiões, incluindo nas Nações Unidas, nos Jogos Olímpicos e nas embaixadas da FYROM nos Estados Unidos e na Austrália.
Além disso, em resposta à disputa, o símbolo foi introduzido em vários objetos e lugares da Grécia. Foi incluído na moeda de 100 dracmas no início de 1992 e aparece em condecorações do uniforme da polícia, em Atenas. O canal televisivo "Makedonia", com sede em Tessalônica, a utilizou para substituir a letra omicron como logotipo oficial, e o Banco da Macedônia e Trácia o adotou como símbolo, assim como já fizeram algumas unidades militares gregas. Em fevereiro de 1993, o parlamento grego aprovou uma resolução designando a Estrela Argeada como símbolo nacional oficial. Em julho de 1995 a Grécia enviou uma petição à Organização Mundial da Propriedade Intelectual (OMPI) para obter direitos exclusivos de propriedade intelectual sobre a estrela.
A disputa foi resolvida parcialmente em outubro de 1995 graças a um plano de compromisso da ONU. Foi retirado o símbolo da bandeira nacional macedônia como parte de um acordo para estabilizar as relações diplomáticas e econômicas entre ambos os países. A atual bandeira traz um sol nascente com oito raios que lembra vagamente diversas bandeiras militares japonesas. A descoberta de uma gravura em pedra, que remonta à Idade do Bronze, com um sol similar ao de oito pontas, encontrada durante algumas escavações em Kratovo (Macedônia do Norte), levou a crer que este símbolo com oito pontas (em vez daquele de doze encontrado em Vergina) poderia ser o verdadeiro símbolo da antiga cultura macedônia, não obstante Kratovo encontrar-se em um território correspondente à antiga Peônia, região que só passou a fazer parte da Macedônia muitos séculos depois de terminada a Idade do Bronze. O símbolo com oito pontas também é utilizado pelos aromunes residentes na república.
Fora da Macedônia do Norte alguns grupos nacionalistas continuam a usar a Estrela Argeada como um símbolo da Macedônia eslava, apesar das mudanças feitas na bandeira. No Canadá, por exemplo, a Associação dos Macedônios Unidos usa a estrela como parte de seu logotipo.
Na Albânia, o Sol de Vergina foi adotado como símbolo oficial do município de Liqenas (Pustec em língua macedônia) na região de Mala Prespa e Golo Brdo, na parte oeste da país.